# Léfka (Le Pirée)
Pour les articles homonymes, voir Léfka.
 (signalé en mai 2025).
Si vous disposez d'ouvrages ou d'articles de référence ou si vous connaissez des sites web de qualité traitant du thème abordé ici, merci de compléter l'article en donnant les références utiles à sa vérifiabilité et en les liant à la section « Notes et références ».
- Archive Wikiwix
- Bing
- Cairn
- DuckDuckGo
- E. Universalis
- Gallica
- Google
- G. Books
- G. News
- G. Scholar
- Persée
- Qwant
- (zh) Baidu
- (ru) Yandex
- (wd) trouver des œuvres sur Wikidata

Léfka, en grec moderne : Λεύκα, est un quartier, une zone d'activité et l'épicentre de tout le Pirée industriel en Grèce. Il est bordé à l'est par Kamínia, au nord par Paleá Kokkiniá, à l'ouest par Papastrátos et les lignes ferroviaires, et au sud par les quartiers de Goúva de Vávoula (el) et Paliatzídika. Cette zone, qui s'étend entre les lignes de chemin de fer et l'avenue Thivón (el), juste à l'ouest de Kamínia, est parsemée d'usines, d'ateliers et de magasins d'usine, dont beaucoup sont aujourd'hui sous-utilisés ou fermés.